# エクスプロラーズ
『エクスプロラーズ』（原題：Explorers）は、1985年に公開されたアメリカ合衆国のSF映画。ジョー・ダンテ監督。本作は、イーサン・ホークとリヴァー・フェニックスの映画デビュー作品である。日本公開時には『ヤング・シャーロック/ピラミッドの謎』と同時上映（地方のみのスプラッシュ公開）された。
日本においては当初脅迫事件の宛先に配給を担当したCIC日本支社が担当する予定だったが、1985年に配給元の日本ユナイテッド・アーチスツ映画会社の閉鎖によってUIP日本支社が担うこととなった。

## ストーリー
ベンは電子回路の中を飛んでいる夢を見た。その電子回路をスケッチしたものを友人でコンピュータオタクのウォルフガングに渡し、学校でスティーヴから助けてくれたダレンとともにウォルフガングの家を訪れる。ウォルフガングがベンのスケッチをコンピュータにプログラムすると、光の球体が現れる。彼は球体を自由に操作できるようにし、その中に入って飛べることを発見した。3人はガラクタで宇宙船を作り、球体の力で飛行することに成功する。

## キャスト
| 役名                       | 俳優                     | 日本語吹替                                  |
| 役名                       | 俳優                     | フジテレビ版                                |
| -------------------------- | ------------------------ | ------------------------------------------- |
| ベン・クランドール         | イーサン・ホーク         | 頓宮恭子                                    |
| ウォルフガング・ミューラー | リヴァー・フェニックス   | 安達忍                                      |
| スティーヴ・ジャクソン     | ボビー・ファイト         |                                             |
| ロリ・スウェンソン         | アマンダ・ピーターソン   | 伊藤美紀                                    |
| ダレン・ウッズ             | ジェイソン・プレソン     | 亀井芳子                                    |
| ミューラーの母             | ダナ・アイヴィ           | 宗形智子                                    |
| ミューラーの父             | ジェームズ・クロムウェル | 納谷六朗                                    |
| スターキラー / ワク        | ロバート・ピカード       | 江原正士                                    |
| チャーリー・ドレイク       | ディック・ミラー         | 田中信夫                                    |
| ゴードン・ミラー           | メスハック・テイラー     | 星野充昭                                    |
| その他                     |                          | 達依久子 塩田朋子                           |
|                            |                          |                                             |
| 演出                       |                          | 川合茂美                                    |
| 翻訳                       | 戸田奈津子               | 岩佐幸子                                    |
| 調整                       |                          | 蝦名恭範                                    |
| 効果                       |                          | リレーション                                |
| 制作                       |                          | 東北新社                                    |
| 初回放送                   |                          | 1992年1月3日 『ゴールデン洋画劇場』 DVD収録 |

## スタッフ
- 監督：ジョー・ダンテ
- 製作：デヴィッド・ボンビック、エドワード・S・フェルドマン
- 製作総指揮：マイケル・フィンネル
- 脚本：エリック・ルーク
- 撮影：ジョン・ホーラ
- 音楽：ジェリー・ゴールドスミス
- 編集：ティナ・ハーシュ
- 衣裳：ロザンナ・ノートン
- 特殊メイクアップ：ロブ・ボッティン